# El mar alrededor
El mar alrededor (The Bone People), estilizada por la escritora y en algunas ediciones como the bone people, es una novela de 1984 de la escritora neozelandesa Keri Hulme.
Ambientada en la costa de la Isla Sur de Nueva Zelanda, la obra se centra en tres personajes, todos los cuales están aislados de diferentes maneras: una artista solitaria, un niño mudo y el padre adoptivo del niño. El trío desarrolla una relación tentativa, la violencia los separa y luego se reúnen. La cultura, los mitos y el idioma maorí y pakeha (europeo de Nueva Zelanda) se mezclan a lo largo de la novela. La obra ha polarizado a críticos y lectores, algunos la elogiaron por su fuerza y originalidad, mientras que otros criticaron el estilo de Hulme y sus descripciones de la violencia.
La autora pasó muchos años trabajando en la novela, pero no pudo encontrar un editor de reputación que estuviera dispuesto a aceptar el libro sin modificaciones significativas, por lo que finalmente fue publicado por el pequeño colectivo de mujeres de Spiral.  Después del éxito comercial inicial en Nueva Zelanda, el libro se publicó en el extranjero y se convirtió en la primera novela de Nueva Zelanda y la primera novela debut en ganar el Premio Booker en 1985, aunque no sin controversia; dos de los cinco jueces se opusieron a la elección del libro por sus descripciones de abuso y violencia infantil. La novela se ha mantenido popular hasta el siglo XXI, continúa vendiéndose bien en Nueva Zelanda y en el extranjero, y es ampliamente reconocida como un clásico literario en el país.

## Trama
Kerewin vive en una torre con vistas al mar en la costa de la Isla Sur. Está aislada de su familia e interactúa poco con la comunidad local, pero puede vivir de forma independiente después de haber ganado una lotería y haber invertido bien. En una tarde tormentosa, un niño pequeño, Simón, aparece en la torre. Es mudo y se comunica con Kerewin a través de señales con las manos y notas. Un amigo de la familia lo recoge a la mañana siguiente; más tarde esa noche, el padre adoptivo de Simon, Joe, visita a Kerewin para agradecerle por haber cuidado a Simon. Después de una extraña tormenta años antes, Simon fue encontrado en la playa con muy pocas pistas sobre su identidad. A pesar de los antecedentes misteriosos de Simon, Joe y su esposa Hana lo acogieron. Más tarde, Hana y su hijo pequeño de Joe murieron, lo que obligó a Joe a criar solo al problemático Simon.
Kerewin se encuentra desarrollando una relación tentativa con el niño y su padre. Gradualmente, queda claro que Simon es un niño profundamente traumatizado, cuyos extraño comportamiento no puede ser afrontado por Joe. Kerewin descubre que, a pesar del verdadero amor familiar entre ellos, Joe abusa físicamente de Simon. Horrorizada, inicialmente no le dice nada a Joe, pero sugiere que viajen al bach (casa de vacaciones) de su familia junto a la playa para descansar. Al comienzo de su estadía, ella se enfrenta a Joe y le pide que sea más suave con Simon. Joe y Kerewin discuten, y después de que Simon escupe a Joe, ella interviene para evitar que Joe lo golpee, usando sus habilidades de aikido. Tras el incidente, Joe promete no golpear a Simon sin su permiso. Pasan el resto del tiempo en la playa pescando, hablando y bebiendo.
Después de regresar a casa después de las vacaciones, Simon ve las consecuencias de una muerte violenta y busca a Kerewin en busca de apoyo, pero ella está enojada con él por haberle robado una de sus posesiones más preciadas. Simon reacciona golpeándola; ella instintivamente lo golpea en el pecho y, en respuesta, él patea el costado de su guitarra, un regalo de su madre separada. Kerewin le dice que se vaya. Simon va a la ciudad y rompe una serie de escaparates, y cuando la policía lo devuelve a casa, Joe llama a Kerewin, quien le da permiso a Joe para golpear al niño (pero le dice que no "se exceda"). Joe golpea severamente a Simon, creyendo que ha ahuyentado a Kerewin. Simon, que ha ocultado un fragmento de vidrio de un escaparate, apuñala a su padre. Ambos son hospitalizados y Simon cae en coma. Joe es liberado rápidamente, pero enviado a prisión durante tres meses por abuso infantil y, mientras tanto, Kerewin abandona la ciudad y demuele su torre.
Simon finalmente se recupera, aunque con cierta pérdida de audición y daño cerebral, y lo envían a vivir en un hogar de acogida en contra de sus deseos. No está contento y huye continuamente, tratando de volver con Joe y Kerewin. Después de la liberación de Joe de la prisión, viaja sin rumbo fijo. Salta de un acantilado y casi se mata, pero es rescatado por un kaumātua moribundo (anciano respetado) que dice que haberlo estado esperando. Le pide a Joe que se haga cargo de la tutela de una waka (canoa) sagrada, que contiene el espíritu de un dios, lo que Joe acepta. Mientras tanto, Kerewin se enferma gravemente con dolores de estómago. Aunque visita a un médico que dice que le preocupa que pueda ser cáncer de estómago, se niega a permitirle investigar más a fondo e insiste en que le recete pastillas para dormir. Después de varias semanas en una cabaña de montaña, al borde de la muerte, es visitada por un espíritu y curada.
Kerewin regresa a su comunidad y toma la custodia de Simon. Joe también regresa, trayendo consigo el espíritu sagrado. Sin el conocimiento o el permiso de Kerewin, se pone en contacto con la familia de Kerewin, lo que resulta en una feliz reconciliación. La escena final de la novela muestra el reencuentro de Kerewin, Simon y Joe, celebrando con familiares y amigos en la playa donde Kerewin ha reconstruido la antigua marae (casa de reunión comunal), no como una torre sino en forma de concha con muchas espirales.

## Temas y personajes
La novela se centra en tres personajes principales, todos los cuales están aislados de diferentes maneras. En el breve prólogo al comienzo de la novela, los personajes entonces anónimos se describen como "nada más que personas por sí mismos", pero juntos "los corazones, los músculos y la mente de algo peligroso y nuevo, los instrumentos del cambio". Los tres personajes son:
- Kerewin Holmes: Kerewin vive en una torre aislada junto al mar, separada de su familia y comunidad. Es en parte maorí, en parte pākehā y asexual. Es hábil, conocedora y creativa, pero aunque se ve a sí misma como pintora, se encuentra incapaz de pintar.[8] Al comienzo de la novela, pasa los días pescando y bebiendo. A menudo está preparando comida o comiendo, lo que vincula la novela con los temas narrativos tradicionales maoríes sobre la comida y su preparación.[9] Ha sido descrita como una "sustituta clara del autor".[10] Hulme dijo que Holmes comenzó como un personaje alter ego pero "escapó de mi control y desarrolló una vida propia".[11]
- Simon P. Gillayley: Simon es un niño mudo, de seis o siete años, con un inmenso interés en los detalles del mundo que lo rodea. Tiene un profundo apego por Joe y Kerewin, pero muestra su amor de forma extraña. Exhibe un desprecio por la propiedad personal. Está aislado de los demás por su incapacidad para hablar, y otros confunden su mutismo con estupidez. Su vida antes de conocer a Joe no se describe en detalle, aunque se insinúa que fue abusado antes de conocer a Joe. Es un Pākehā, con cabello rubio y ojos azules.
- Joe Gillayley: Joe es el padre adoptivo de Simon. Su alcoholismo nubla su juicio, particularmente en la crianza de Simon, de quien abusa físicamente. Joe parece amar y respetar a Kerewin, pero también competir con ella. Está profundamente marcado y aislado por la muerte de su esposa y su hijo pequeño, y desconectado de su herencia maorí.

La relación entre estos tres conflictivos personajes se caracteriza por la violencia y la dificultad para comunicarse. La violencia, el dolor y el sufrimiento aparecen con frecuencia en la novela, sobre todo a través de la golpiza de Joe a Simon, pero también a través del dolor espiritual y el aislamiento de los personajes. Tanto Kerewin como Joe están separados de su herencia e identidad maorí, y ambos han perdido a sus familias. Los tres personajes sufren experiencias cercanas a la muerte a lo largo de la novela. Algunos críticos han descrito a Simon como una figura parecida a la de Cristo en su sufrimiento y su salvación de Joe y Kerewin, aunque la propia Hulme ha rechazado esta comparación, diciendo que "ninguno de sus sufrimientos es por otro".
En el transcurso de la novela, los tres personajes se unen y se convierten en "la gente de los huesos" (the bone people). En maorí, el término es iwi, que suele referirse a un grupo tribal, que significa literalmente "hueso". Así, en la novela, Simon imagina a Joe diciendo la frase "E nga iwi o nga iwi", que el glosario del libro explica: "Significa, oh, los huesos del pueblo (donde 'huesos" denota antepasados o parientes), o, oh, el pueblo de los huesos (es decir, el pueblo inicial, el pueblo que forma otro pueblo).)". Cada personaje representa aspectos de la cultura racial de Nueva Zelanda. A través de su amor por Simon y la aceptación del mito maorí en sus vidas, Joe y Kerewin pueden transformarse. Las tres figuras han sido descritas como "un nuevo grupo multicultural, basado en la espiritualidad maorí y el ritual tradicional, que ofrece una esperanza transformadora a un país atrofiado por la violencia de su legado colonial dividido".
La relación entre Joe y Kerewin no es sexual, aunque Joe considera a Kerewin como una posible pareja y los dos forman un vínculo cercano que es similar a una relación romántica o paternal con Simon. Al final del libro, Joe y Simon toman su apellido, no por razones sentimentales sino por lo que Kerewin describe como "buen sentido legal". El crítico C. K.  Stead ha dicho que considera que esta es la "fuerza imaginativa" de la obra: "que crea una unión sexual donde no ocurre sexo, crea amor paternal donde no hay padres físicos, crea el estrés y la fusión de una familia donde no hay una familia real".
La forma en espiral aparece con frecuencia como un símbolo a lo largo de la novela y está vinculada al koru como un "viejo símbolo de renacimiento" en la cultura maorí. El koru (maorí para '"bucle o espiral"' es una forma de espiral basada en la apariencia de una nueva hoja de helecho plateado que se despliega. Es un símbolo integral en el arte maorí, en el tallado y tatuaje, donde simboliza nueva vida, crecimiento y fuerza. Su forma "transmite la idea de un movimiento perpetuo", mientras que la bobina interior "sugiere volver al punto de origen",  como un "antiguo símbolo de renacimiento" en la cultura maorí. Una reseña del escritor y académico neozelandés Peter Simpson señaló que fue particularmente apropiado que el libro haya sido publicado por el colectivo Spiral, porque "la forma en espiral es fundamental para el significado de la novela y diseño; es en efecto el código de la obra que indica todos los aspectos, desde innumerables detalles locales hasta la estructura general". Representa el sentido de comunidad, integración cultural y apertura que da esperanza a los personajes al final de la novela.

## Estilo
La novela se divide en cuatro secciones de tres partes cada una, que cubren vagamente las cuatro estaciones del año. Gran parte de la narración ocurre desde la perspectiva de Kerewin, y predominantemente en tercera persona, pero algunas secciones se cuentan desde la perspectiva de Joe o Simon, incluidas aquellas que se relacionan con la golpiza de Joe a Simon. La prosa está a menudo en una corriente de conciencia o estilo poético que denota los pensamientos de los personajes. También emplea el idioma maorí, normalmente sin traducir en el texto, pero con un glosario al final del libro. La novela presenta con frecuencia los sueños de los tres personajes, y en la sección final la narración cambia del realismo al misticismo.
Se ha observado que el libro requiere una concentración activa por parte del lector, dada la mezcla de poesía y prosa, jerga de Nueva Zelanda y frases maoríes, elementos realistas y sobrenaturales, cambios tonales de lo ordinario y banal a lo lírico y sagrado. Judith Dale, en una reseña de Landfall, describe la escritura de Hulme como "altamente idiosincrásica, a menudo florida, con una amplia gama léxica"; el libro "abunda en alusiones literarias, referencias arcanas y un uso consciente del lenguaje que depende de una lectura amplia y esotérica". Merata Mita describe la escritura como "una reminiscencia de los patrones musicales en el jazz".

## Publicación
Cuando era adolescente, a mediados de la década de 1960, Hulme comenzó a escribir cuentos sobre un niño mudo llamado Simon Peter. Continuó escribiendo sobre este personaje y desarrollando el material que eventualmente formaría una novela hasta la edad adulta, mientras trabajaba en una serie de trabajos breves de temporada, como recolectar tabaco y luego como periodista y productora de televisión. Los otros dos personajes clave de la novela, Kerewin Holmes y Joe Gillayley, fueron desarrollados en una etapa posterior.
Cuando Hulme comenzó a enviar su borrador de novela a los editores, le dijeron que lo recortara y lo reescribiera, Reelaboró el manuscrito siete veces. con la ayuda de su madre en la edición de los primeros capítulos. En 1973 se mudó a Ōkārito, en la costa oeste de la Isla Sur, donde completó la obra. Al menos cuatro editores la rechazaron, dos no lo rechazaron rotundamente, pero requirieron que fuera modificada significativamente. Hulme, sin embargo, se negó a permitirles "hacer [su] trabajo con tijeras". Al rechazar el manuscrito, William Collins, Sons escribió: "Sin duda, la señorita Hulme sabe escribir, pero desafortunadamente no entendemos sobre qué está escribiendo".
Hulme casi había renunciado a la publicación cuando conoció a Marian Evans, fundadora de la Galería de Mujeres y miembro del colectivo editorial de mujeres Spiral. Más tarde registró que había llegado al punto de decidir embalsamar el manuscrito en resina y usarlo como tope de puerta. En 1981, Hulme envió a Evans una copia del manuscrito, que Evans pasó a los líderes maoríes Miriama Evans (sin relación con Marian) e Irihapeti Ramsden. Tanto Miriama como Ramsden vieron el libro como una novela maorí, y Ramsden comparó la escritura de Hulme con sus experiencias infantiles de escuchar a los ancianos maoríes compartir historias y tradiciones orales. Decidieron publicar el trabajo como un colectivo Spiral, con un presupuesto limitado pero con la ayuda de otros patrocinadores e instituciones. Fue escrito por la Asociación de Estudiantes de la Universidad Victoria de Wellington y corregido por miembros de Spiral (Marian reconoció más tarde que la corrección "fue desigual, dependiendo de las habilidades de varios ayudantes"). La publicación de la novela también fue apoyada con un par de pequeñas subvenciones del Fondo Literario de Nueva Zelanda.
La primera edición, una tirada de 2.000 ejemplares publicada en febrero de 1984, se agotó en semanas. Después de que la segunda edición se agotara con la misma rapidez, Spiral colaboró con la editorial inglesa Hodder & Stoughton para coeditar la tercera edición. Se vendieron otras 20.000 copias de esta edición. La primera edición estadounidense fue publicada por Louisiana State University Press en 1985. La novela ha sido traducida a nueve idiomas (holandés, noruego, alemán, sueco, finlandés, eslovaco, francés, danés y español). En 2010, fue una de las seis novelas que componen la serie Ink de Penguin Books, un subconjunto de 75 títulos relanzados para celebrar el 75.º aniversario de la editorial, cada uno con portada "diseñada especialmente por algunos de los mejores artistas del mundo que trabajan en el mundo de los tatuajes e ilustración". La portada presenta el arte de la tatuadora neozelandesa Pepa Heller.

## Recepción
La novela polarizó a lectores y críticos, recibiendo tanto elogios como fuertes críticas. The Oxford Companion to New Zealand Literature considera que la novela "debe ser reconocida como una de las reescrituras más poderosas de la ideología del nacionalismo de la literatura neozelandesa contemporánea y una visión profética del futuro multicultural de Nueva Zelanda". Fue elogiada por autores como Alice Walker, quien dijo en una carta a Spiral que "es simplemente asombrosamente maravillosa", y el también autor neozelandés Witi Ihimaera, quien dijo que estaba "totalmente asombrado de que un libro que yo sabía que había sido elaborado por una pequeña editorial feminista había llegado a la cima del mundo literario". El editor Fergus Barrowman dijo: "Fue fantástico, diferente a todo lo demás. Animó y alteró por completo mi sentido de la literatura de Nueva Zelanda".
Por otro parte, algunos críticos han criticado el estilo del libro y la escritura de Hulme. Agnes-Mary Brooke, escribiendo para The Press, lo llamó "tonterías grandiosas e infladas". Fleur Adcock dijo que era "difícil estar seguro de si esta notable novela es una obra maestra o simplemente un desastre glorioso". Judith Dale preguntó si la estructura inestable de la novela formaba parte del atractivo: "Misterio o confusión, lío o obra maestra, ¿son precisamente las hebras no resueltas, inquietantes, inestables y disueltas de The Bone People  lo que constituye su atracción para otros lectores, como para mí?" Más recientemente, Sam Jordison, al revisar el libro en 2009 para The Guardian, describió la escritura de Hulme como un "pantano de mala prosa apenas comprensible", y sintió que al final de la novela "la historia demasiado realista de abuso y trauma se desmorona en un misticismo absurdo".
El académico y escritor neozelandés C. K. Stead sugirió en un artículo de 1985 que Hulme no debería ser identificada como una escritora maorí, sobre la base de que ella era solo una octava parte maorí. Sin embargo, elogió la novela por su "fuerza imaginativa" y dijo que, en esencia, era "una obra de gran sencillez y poder". Años más tarde describió la obra como "la mejor novela de Nueva Zelanda". Sus puntos de vista sobre la identidad de Hulme fueron controvertidos, y otros críticos en ese momento los calificaron de racistas y reaccionarios. Hulme dijo en respuesta a los comentarios de Stead sobre su identidad racial que él estaba "equivocado, en todos los aspectos". En 1991, Hulme y otros autores retiraron historias de una antología que Stead se comprometió a editar, y Hulme citó su "extensa historia de insultos y ataques que rodea [sus] relaciones con escritores maoríes y polinesios".
Stead y otros críticos han llamado la atención sobre la forma en que la novela describe a Simon siendo abusado violentamente, pero también trata al perpetrador, Joe, como un personaje comprensivo. Stead criticó la novela por sus representaciones de violencia y abuso infantil; en sus palabras, el libro deja "un regusto amargo, algo negro y negativo profundamente arraigado en su tejido imaginativo". En respuesta, otros críticos han dicho que el abuso infantil en la novela es alegórico, y que la violencia es condenada por los personajes de la novela, incluido el propio Joe. Merata Mita observó que la violencia de Joe hacia Simon refleja la violencia colonial infligida por los británicos al pueblo maorí. La propia Hulme ha dicho que quería llamar la atención sobre el problema del abuso infantil en Nueva Zelanda, del que a menudo no se habla.
El libro recibió elogios de publicaciones extranjeras. The Washington Post la llamó una novela de "poder arrollador" y una "obra literaria original, abrumadora, casi grandiosa, que no solo arroja luz sobre un país pequeño pero complejo y a veces incomprendido, sino que también, de manera más general, amplía nuestro sentido de las posibles dimensiones de la vida". Peter Kemp en The Sunday Times concluyó que "a pesar de su tema a menudo angustioso, esta primera novela de un escritor de Nueva Zelanda irradia vitalidad... La gente de Nueva Zelanda, su patrimonio y sus paisajes se evocan con una poesía y una perspicacia asombrosas". Claudia Tate de The New York Times calificó la novela de "provocativa" y dijo que "invoca poder con palabras, como en el hechizo de un conjurador".

## Premios
En 1984, el libro ganó el Premio del Libro de Ficción de Nueva Zelanda. Al año siguiente ganó el Premio Pegasus de Literatura, que ese año había sido destinado a la ficción maorí, y posteriormente se convirtió en la primera novela de Nueva Zelanda y la primera novela debut en ganar el Premio Booker.
Los jueces del Premio Booker de 1985 fueron Norman St John-Stevas, Joanna Lumley, Marina Warner, Nina Bawden y Jack Walter Lambert. Estaban divididos en su valoración de la novela como posible ganadora: Lumley y Bawden se opusieron,  Lumley argumentó que el tema del libro sobre el abuso infantil era "indefendible", "sin importar cuán líricamente esté escrito". Los otros tres estaban a favor; Warner lo consideró "un logro realmente extraordinario, una escritura muy, muy inusual, una escritura que en cada página genera sorpresas". St John-Stevas, quien actuó como presidente del panel de jueces, dijo que era "un libro muy poético, lleno de imágenes e ideas sorprendentes".
Hulme no pudo asistir a la ceremonia del Premio Booker porque se encontraba en los Estados Unidos en ese momento en una gira promocional luego de recibir el Premio Pegasus. La llamaron de la ceremonia de premiación y su respuesta (transmitida en vivo por televisión) fue: "Me estás tomando el pelo, ¿no? Maldita sea." Irihapeti Ramsden, Marian Evans y Miriama Evans de Spiral asistieron a la ceremonia en su nombre. Recitaron una karanga cuando aceptaron el premio, lo que llevó a Philip Purser de The Sunday Telegraph a describirlas como "una pandilla de arpías entusiastas". La reacción a la victoria fue generalmente de sorpresa; fue descrito por Philip Howard para The Sunday Times como un "caballo negro" y una "elección controvertida", y por The Guardian como "la novela más extraña que jamás haya ganado el Booker".
Cuando se le preguntó qué significaba para ella el Premio Booker, Hulme dijo: "La diferencia será tener una gran cantidad de dinero y poder seguir haciendo las cosas que me gustan: leer, escribir, pintar, pescar y construir". David Lange, entonces primer ministro, le envió un telegrama de felicitación que finalizaba con: No reira, e te puawai o Aotearoa, e mihi aroha ki a koe ("Y así, a ti, una flor de Aotearoa, este cariñoso saludo").

## Legado
La popularidad de la novela ha perdurado hasta el siglo XXI. En 2004, permaneció en la lista de los más vendidos de ficción de Nueva Zelanda. En 2005, se llevó a cabo una conferencia pública en el Centro de Investigación Stout de la Universidad Victoria de Wellington para conmemorar los 20 años desde la obtención del Premio Booker. En 2006, la novela fue votada como el libro favorito de Nueva Zelanda en una encuesta pública como parte del Mes del Libro de Nueva Zelanda inaugural. En 2018, ocupó el tercer lugar en dos encuestas separadas de The Spinoff de los libros favoritos de lectores y expertos literarios de Nueva Zelanda, respectivamente. Es la novela favorita de la primera ministra de Nueva Zelanda, Jacinda Ardern. En 2022, se incluyó en la lista "Big Jubilee Read" de 70 libros de autores de la Commonwealth, seleccionados para celebrar el Jubileo de Platino de Isabel II.
Hulme murió en diciembre de 2021. Su obituario del New York Times informó que el libro había vendido en ese momento más de 1,2 millones de copias. En julio de 2022, su familia anunció que el manuscrito original de la novela se vendería en una subasta y que las ganancias se utilizarían para apoyar a los autores maoríes, de acuerdo con los últimos deseos de Hulme. El precio de venta estimado fue de 35.000 a 50.000 dólares neozelandeses, se vendió por $ 55,000.